# Richard Trampler

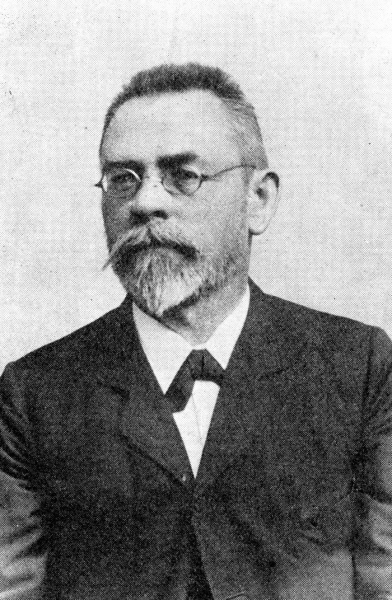
Richard Trampler

 Richard Trampler  (* 13. Dezember 1845 in Wagstadt, Mähren; † 16. August 1907 in Esternberg) war ein österreichischer Historiker, Geograph, Pädagoge und Karst-Höhlenforscher.

## Leben
Nach einer Ausbildung als Lehrer trat Trampler 1870 in Brünn in den Schuldienst ein, wo er bis 1873 blieb. Von dort aus machte er häufige Reisen in den Mährischen Karst und erkundete die Geologie der Region. Deshalb konnte er dem Höhlenforscher Dr. Heinrich Wankel wertvolle Informationen zur Verfügung stellen.
Im Jahr 1873 wurde er als Professor an die Realschule in Wien berufen und im Jahre 1894 zum Direktor ernannt. Dort erstellte er eine einzigartige geographische Sammlung. In den Jahren 1890–1902 verfasste er über dreißig Artikel über den Mährischen Karst, behandelte jedoch nicht nur die geologischen Karsterscheinungen, sondern erforschte auch die Geschichte der Burg Holstein und ihre Besitzer. Richard Trampler starb an Herzversagen in Esternberg in Ober-Österreich.

## Werke
Zahlreiche Veröffentlichungen v. a. zu geographischen Themen.